# Nadwiślańska Kolejka Wąskotorowa

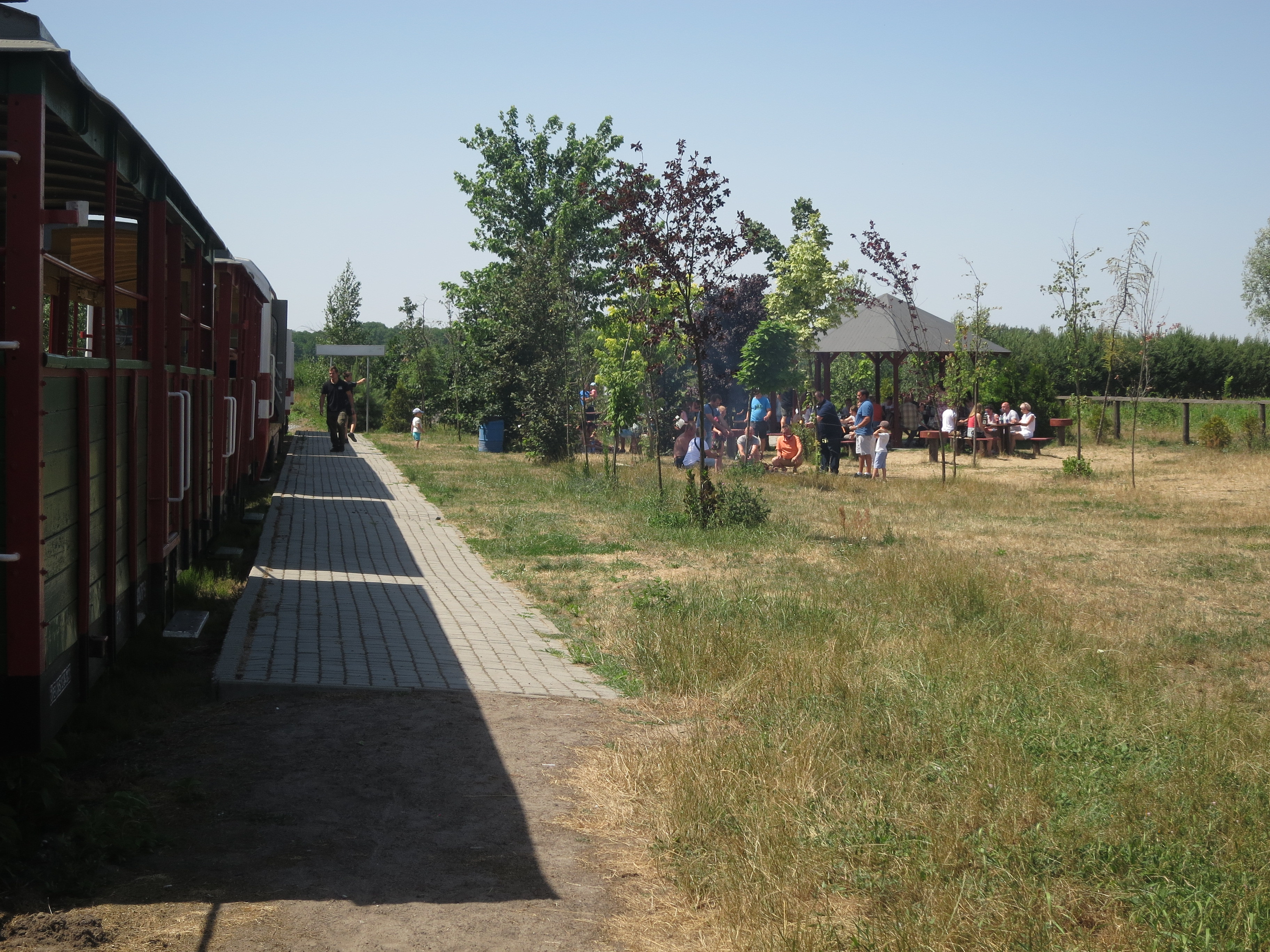
Widok na stację Polanówka

Nadwiślańska Kolejka Wąskotorowa (poprzednio: Nałęczowska Kolej Dojazdowa) – zabytkowa kolej wąskotorowa o rozstawie szyn 750 mm w zachodniej części województwa lubelskiego, w powiatach opolskim i puławskim, jedyna czynna wąskotorówka w województwie lubelskim. Centralna stacja kolei wraz z jej zapleczem technicznym to stacja Karczmiska, na stacji Nałęczów Wąskotorowy znajduje się połączenie NKD z siecią kolei normalnotorowej na odcinku Dęblin – Lublin.
Właścicielem kolejki jest powiat opolski, a operatorem Zarząd Dróg Powiatowych w Opolu Lubelskim zs. w Poniatowej. W każdą niedzielę od maja do końca września odbywają się przejazdy na trasie Karczmiska – Poniatowa - Karczmiska, ewentualnie Karczmiska – Polanówka – Karczmiska połączone z ogniskiem i zwiedzaniem zabytkowej stacji, okazjonalnie dostępne są także inne atrakcje, jak np. projekcje filmowe.

## Historia

### Początki – kolejki cukrowniane
Inicjatorem budowy kolei na tym terenie był Jan Kleniewski, miejscowy ziemianin i przemysłowiec, właściciel m.in. cukrowni Zagłoba, pierwsze kolejki powstały właśnie do obsługi tej cukrowni. W latach 1892–1893 przez krótki czas działała prowizoryczna kolejka z drewnianymi szynami pomiędzy folwarkiem Polanówka a cukrownią. Początkowo 5-6-tonowe wagoniki ciągnęły konie. W roku 1900 powstała kolej żelazna pomiędzy Zagłobą i folwarkiem w Brzozowej a przystanią w Kępie Choteckiej (750 mm). Do 1914 Kleniewscy systematycznie rozbudowywali kolejkę: w roku 1911 powstał odcinek Zagłoba-Wymysłów z odgałęzieniem Szczekarków – Wilków – brzeg Wisły. Początkowo wykorzystywano tam trakcję konną (tabor składał się wówczas z 10 wagoników, 2 platform i kilku koni), pierwsze parowozy zakupiono w roku 1912.
Równolegle powstawała oddzielna kolejka do obsługi cukrowni Opole: w roku 1908 powstała linia pomiędzy tą cukrownią a kopalnią torfu w Łaziskach, zaś w latach 1911–1913 wybudowano odcinek do portu w Piotrawinie.
Latem 1915 roku wycofujący się Rosjanie zniszczyli zarówno cukrownie, jak i ich kolejki – tory rozebrali, a tabor potopili w Wiśle.

### Czasy świetności – kolej publiczna
Po wycofaniu się Rosjan teren znalazł się pod okupacją austriacką. Kleniewscy odbudowali niektóre odcinki kolei, a 1 października 1916 otwarto nowy odcinek do stacji kolei normalnotorowej Wąwolnica (obecnie Nałęczów). Na trasie Wąwolnica – Opole Lubelskie wprowadzono regularny ruch pasażerski.
Po I wojnie światowej kolej – łącznie 54 km – została przejęta przez Ministerstwo Kolei Żelaznych, później część wróciła w ręce prywatne i w roku 1928 państwowe było 43 km. W latach 20. w dokumentach PKP kolejka widnieje jako „linja Nałęczów – Opole z odgałęzieniem Karczmiska – Rybaki”, rozkładowe pociągi pasażerskie wciąż kursowały tylko na trasie Wąwolnica/Nałęczów – Opole; obsługiwano je częściowo wagonami spalinowymi. Realizowano także przewozy turystyczne na trasie Piotrawin – Nałęczów. W roku 1938 wprowadzono nazwę „Nałęczowska Kolej Dojazdowa” i wybudowano odgałęzienie do powstających wtedy w ramach Centralnego Okręgu Przemysłowego zakładów elektrotechnicznych w Poniatowej.
Ruch prowadzony był parowozami zakupionymi w Kołomyńskiej Fabryce Parowozów w Rosji, które, zwane kołomyjkami lub samowarkami, kursowały tu do lat 50. W latach 20. sprowadzono również większe, 8- i 15-tonowe wagony, a w następnej dekadzie jeszcze jeden parowóz, tym razem był to wyprodukowany w kraju 40-tonowy Px29. W dalszym ciągu w kolejkę inwestowali Kleniewscy, zakupując m.in. 2 lokomotywy. W okresie międzywojennym dobudowali kolejne odcinki torów, do Opola Lubelskiego i Piotrawina.
Oprócz linii PKP w okresie międzywojennym funkcjonowały także kolejki Cukrowni Opole: do Piotrawina i jej bocznice (trakcja konna) oraz nowo wybudowana do Świdna (trakcja parowa), na terenie samej cukrowni były też tory dla ręcznych wagoników. Na liniach cukrownianych czasami zdarzały się też przewozy pasażerskie np. pociągi kolonijne. Istniała też linia Szczekarków – Wilków – brzeg Wisły (fragment do Wisły później rozebrano) oraz prywatna kolejka konna Niezabitów – Łubki, rozebrana prawdopodobnie krótko po II wojnie.
Podczas II wojny światowej ponownie wybudowano linię Zagłoba-Kępa Chotecka (w 1942), a w Bełżycach powstała kolejka gospodarcza którą planowano połączyć z NKD. W czasie okupacji Niemcy urządzili w Poniatowej obóz dla jeńców radzieckich i Żydów, wykorzystując kolejkę do ich przewozu. W 1944 okupant nazistowski wywiózł część taboru, a część zatopił w Wiśle. Pozostałą część, dzięki ofiarności miejscowej ludności, ukryto w nadwiślańskich lasach. Stanowiące własność kolejki wagony motorowe odnaleziono po wojnie we Wrocławiu.
Po wojnie PKP przejęła ostatni odcinek należący do Kleniewskich (do Piotrawina), planując połączenie, po moście na Wiśle, ze Starachowicami (wybudowano tylko krótki odcinek Starachowice – Iłża). W okresie powojennym PKP wprowadziło do rozkładu także kursy do Poniatowej oraz do Wilkowa (w latach 50.), jednak już w latach 60. ruch pasażerski do Wilkowa zlikwidowano i ten odcinek znów służył tylko do przewozu towarów.
Na cukrownianej linii Opole – Piotrawin ze względu na zagrożenie pożarowe powodowane przez parowozy w roku 1959 zbudowano obwodnicę omijającą wieś Niezdów. Mniej więcej dekadę później cukrownia zlikwidowała swoją sieć kolejową: w roku 1968 rozebrano linię do Piotrawina, a w 1970 – do Świdna, do końca działalności zakładu pozostała jedynie bocznica stacyjna wraz z układem torowym na terenie cukrowni. W podobnym okresie rozebrano także tory do Kępy Choteckiej przez ZPOW „Zagłoba” – w pierwszym etapie odcinek Brzozowa – Kępa Chotecka, w drugim resztę.
PKP jednak wciąż modernizowało swoją sieć: w 1968 roku wprowadzono rumuńskie lokomotywy spalinowe Lxd2 co oznaczało początek końca trakcji parowej – ostatni parowóz Px48 wycofano w roku 1980. Wprowadzono też transportery do przewozu wagonów normalnotorowych, a także szyny cięższego typu dostosowane do nowego taboru. W roku 1988 wprowadzono nowe wagony osobowe Bxhpi, również produkcji rumuńskiej.

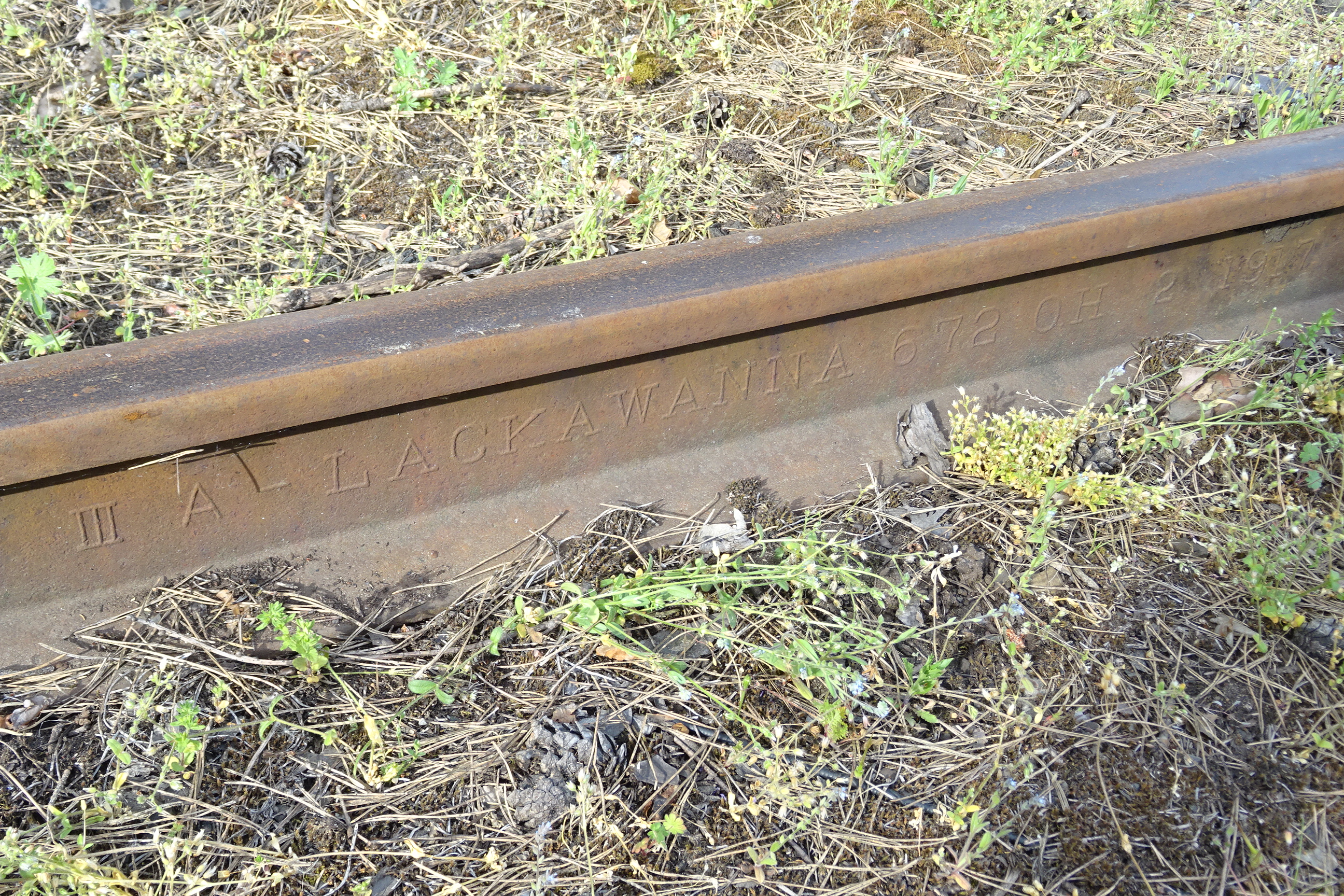
Szyny z czasów I wojny światowej na stacji Poniatowa

W 1990 kolejka zatrudniała 253 pracowników. Po 1989 przewozy towarowe i pasażerskie zaczęły gwałtownie spadać. W 1991 przestały kurować pociągi pasażerskie do Poniatowej, a cztery lata później zlikwidowano ostatnie stałe połączenie pasażerskie do Opola Lubelskiego. Wprowadzono za to specjalne pociągi turystyczne. W 1994 roku przewieziono 3400 osób w 35 pociągach turystycznych, w 1998 roku 17 063 osób w 187 pociągach. W 1998 roku przewieziono też 15 tysięcy ton towarów, głównie miału węglowego. Kolej jednak wciąż przynosiła straty i z końcem roku 2001 PKP całkowicie zaprzestało ruchu. Dodatkowo, w 1999 roku samochód ciężarowy uszkodził wiadukt w Rogalowie. Ciągłe zmiany w lokalizacji trakcji spowodowały, że na przykład na stacji w Poniatowej wykorzystano szyny z różnych okresów i kilkunastu wytwórców z wielu państw: carskiej Rosji, Niemiec, Czech, USA i Węgier, w tym Lackawanna Steel Company, Maryland Steel Company, z zakładów Bochumer Verein i Diósgyőr.

### Historia najnowsza – kolejka turystyczna

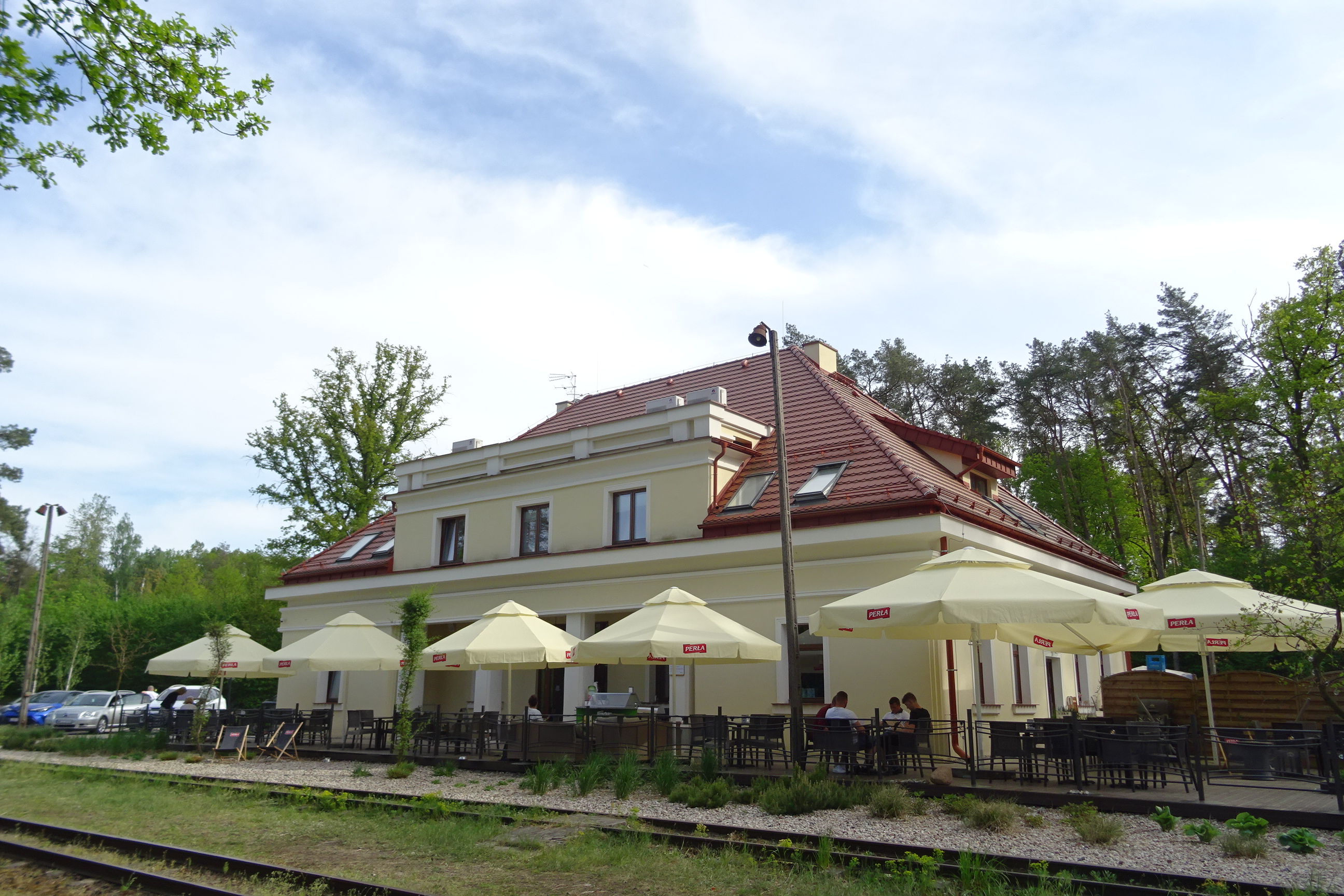
„Stacja Kultura” w budynku dworca w Poniatowej (2024)

PKP przekazało całą kolejkę starostwu powiatowemu w Opolu Lubelskim: w roku 2002 przekazano tory i tabor, a w 2008 także grunty i zabudowania. Władze powiatu wybrały nowego operatora – Stowarzyszenie Kolejowych Przewozów Lokalnych, które prowadziło ruch w latach 2003–2008. W okresie tym prowadzone były regularne przejazdy pociągu turystycznego „Nadwiślanin”: w wybrane niedziele w sezonie od kwietnia do października na trasie Nałęczów Wąsk. – Karczmiska Polana wraz z ogniskiem organizowanym na leśnej polanie, i raz do roku we wrześniu tzw. „pociąg pielgrzymkowy” na trasie Opole Wąskotorowe – Wąwolnica – Nałęczów Wąsk. – Wąwolnica (w sezonie 2008 z powodu uszkodzenia wiaduktu trasy zostały skrócone do Wąwolnicy); na zamówienie realizowano też specjalne przejazdy na dowolnych dostępnych odcinkach. Planowano także wznowienie przewozów towarowych, w praktyce jednak jedyny taki transport wykonano w roku 2003. Z końcem roku 2008 z powodu nieopłacalności SKPL zrezygnował z zarządzania tą koleją.
Nowym operatorem został Zarząd Dróg Powiatowych w Opolu Lubelskim i latem 2011 kolejka wznowiła działalność pod nową nazwą – „Nadwiślańska Kolejka Wąskotorowa”.
W 2012 roku kolej przewiozła ponad 13 tys. osób. W sezonie 2013 (maj – wrzesień) kolejka funkcjonowała na trasie Karczmiska – Polanówka, Karczmiska – Opole Lubelskie i na zamówienie Karczmiska – Poniatowa. Po odbudowie uszkodzonego wiaduktu w Rogalowie i remoncie odcinka Nałęczów – Karczmiska planowane jest przywrócenie ruchu na tym odcinku. Zgodnie z planem miało to nastąpić w latach 2017–2019, jednakże prace o wartości niemal 8,5 mln zł (w tym 5,4 mln ze środków UE) przesunięto na lata 2018–2020. Zakres prac obejmuje wymianę ok. 10 tys. podkładów kolejowych, remont trzech mostów i jednego wiaduktu, a także 39 przepustów i 21 przejazdów kolejowo-drogowych. Miały powstać nowe perony (m.in. w Kęble, w pobliżu sanktuarium maryjnego), Opolu Lubelskim, Niezabitowie, Wąwolnicy i Nałęczowie przejścia przez tory oraz parkingi. W przyszłości zrewitalizowany ma zostać także odcinek Karczmiska – Wilków wraz z odbudową toru do brzegu Wisły, jednakże nie są podawane daty realizacji tej inwestycji.
W 2018 roku kolej przewiozła 19 800 pasażerów. Eksploatowała wówczas tory o długości 20 km.
W latach 2020–2021 w związku z pandemią COVID-19 kolej nie kursowała. W 2022 roku kolej wznowiła kursowanie i przewiozła wówczas 13 tysięcy osób, a w 2023 roku 16,6 tysiąca. Długość linii w eksploatacji wynosiła wówczas 18,8 km. 
4 lipca 2021 roku uruchomiono drezyny rowerowe.
W 2024 roku Kolejka rozpoczęła sezon z dniem 1 maja. Jeździła na dwóch trasach z Karczmisk do Polanówki i z powrotem albo z Karczmisk do Poniatowej i z powrotem. W Poniatowej pociąg zatrzymywał się na około 20 minut, a turyści mogli skorzystać z zaplecza gastronomicznego w odrestaurowanym budynku dworca kolejowego. Drezyny rowerowe kursowały również na trasie do Pustelni. W gruntownie odrestaurowanym budynku dworca, z wykorzystaniem środków z Unii Europejskiej, została urządzona restauracja, hotel oraz zaplecze dla turystów przyjeżdżających kolejką.
Na przełomie lat 2024/2025 planuje się remont 4 mostów na trasie kolejki, by uzyskać przejezdność do Opola Lubelskiego.

## Aktualnie istniejące odcinki NKD
- Nałęczów Wąsk. (styk z siecią normalnotorową) – Wąwolnica – Niezabitów – Obliźniak (przystanek osobowy) – Wymysłów – Karczmiska Pierwsze
- Karczmiska Pierwsze – Głusko (przystanek osobowy) – Leszczyniec – Rozalin
- Rozalin – Opole Wąsk.
  - bocznica stacyjna Opole Wąsk. – magazyny tytoniowe w Opolu Lubelskim, niedostępny z powodu likwidacji rozjazdu na stacji
  - bocznica stacyjna Opole Wąsk. – Cukrownia Opole, na terenie samej cukrowni większość torów już zlikwidowano
- Rozalin – Poniatowa
  - bocznica szlakowa do dawnego GS-u w Poniatowej, niedostępna z powodu braku fragmentu torów
  - bocznica szlakowa do dawnych zakładów Eda w Poniatowej, na terenie samych zakładów tory już zlikwidowano
- Karczmiska Pierwsze – Karczmiska Polana – Polanówka – Żmijowiska – Urządków – Wilków Wąsk.; z powodu kradzieży w 2004 roku torów między Polanówką a Żmijowiskami aktualnie dostępna jest jedynie część tego odcinka od strony Karczmisk

Nazewnictwo stacji/przystanków przyjęto na podstawie ostatnich rozkładów PKP, uwagi:
- Karczmiska Polana – przystanek dla ruchu turystycznego, wyznaczony już po likwidacji normalnego ruchu osobowego
- Leszczyniec – figuruje tylko w najstarszych rozkładach, do 1924
- Nałęczów Wąsk. – pierwotna nazwa (według rozkładu z 1918): Wąwolnica H.B., później Wąwolnica Dworzec i Wąwolnica Wąska, aktualna nazwa wprowadzona w 1925, stacja ta (oraz styczna z nią normalnotorowa stacja Nałęczów) znajduje się we wsi Drzewce-Kolonia
- Wąwolnica – pierwotna nazwa (według rozkładu z 1918): Wąwolnica Std., później Wąwolnica Miasto, aktualna nazwa wprowadzona w 1925
- Wilków Wąsk. – stacja znajduje się we wsi Wilków-Kolonia
- Żmijowiska – pierwotna nazwa (według spisu z 1926): Szczekarków, stacja ta znajdowała się we wsi Szczekarków-Kolonia

## Zlikwidowane odcinki NKD
- prywatna kolejka konna Niezabitów – Łubki, później w tym miejscu istniała krótka bocznica ze stacji Niezabitów na drugą stronę drogi
- bocznica na szlaku Rozalin – Opole Wąsk. we wsi Ruda Opolska
- bocznica stacja Opole Wąsk. – PZGS w Opolu Lubelskim
- dawny GS w Poniatowej – centrum miasta Poniatowa (obecnie znajduje się tam ulica 1-go Maja)
- bocznica na szlaku Karczmiska – Polanówka do żwirowni koło wsi Karczmiska Pierwsze
- bocznica stacja Żmijowiska – cegielnia w Szczekarkowie-Kolonii, być może na terenie tej cegielni istniała też oddzielna kolej do wyrobiska
- Żmijowiska – zakład przetwórstwa owoców i warzyw (pierwotnie cukrownia) Zagłoba – Folwark Brzozowa (obecnie wieś Kolonia Brzozowa) – Kępa Chotecka (brzeg Wisły)
  - bocznica we wsi Zagłoba wzdłuż drogi
- Wilków Wąsk. – brzeg Wisły w pobliżu wsi Machów-Czupel

Uwaga: Zagłoba figuruje w spisie stacji, przystanków i ładowni PKP z 1926 pod nazwą Rybaki

### Zlikwidowane koleje Cukrowni Opole, które były połączone z NKD poprzez teren cukrowni
- Cukrownia Opole – Świdno
  - bocznica do Okręgowej Spółdzielni Mleczarskiej w Opolu Lubelskim
  - bocznica między wsiami Skoków i Puszno Skokowskie
  - bocznica we wsi Puszno Skokowskie
- Cukrownia Opole – Niezdów – Łaziska – Janiszów – Piotrawin (brzeg Wisły)
  - obwodnica omijająca wieś Niezdów
  - Łaziska – Folwark Łaziska Średnie
  - bocznica we wsi Łaziska
  - Janiszów – Głodno

## Inne zlikwidowane koleje wąskotorowe w okolicach Nałęczowa
- Kolej gospodarcza Bełżyce – rozstaw toru prawdopodobnie 750 mm, wybudowana w latach 1940/1941, docelowo planowano połączenie z NKD, zaraz po wojnie (1944/1945) rozebrana przez okoliczną ludność.
- Kolej Cukrowni Garbów – na północ od stacji Nałęczów znajdowała się sieć kolei wąskotorowej 750 mm należąca do Cukrowni Garbów, ona także miała na tej stacji styk z siecią normalnotorową. Pomimo tego, i pomimo takiego samego rozstawu toru, ta cukrowniana kolejka nie miała stałego bezpośredniego połączenia z dochodzącą tam od przeciwnej strony NKD. Wymianę taboru pomiędzy obydwiema wąskotorówkami realizowano za pomocą pomostów z ruchomych przęseł układanych chwilowo w poprzek linii normalnotorowej. Więcej informacji – patrz Koleje Cukrowni Garbów.
- Kolej Cukrowni Lublin – na wschód od Nałęczowa, w okolicach stacji Sadurki znajdowała się jedna z wąskotorówek Cukrowni Lublin, później eksploatowana przez Cukrownię Garbów. Więcej informacji – patrz Koleje Cukrowni Lublin.
- Kolej Cegielni Łopatki – rozstaw toru prawdopodobnie 600 mm, najpierw prowadziła z cegielni do ładowni na normalnotorowej stacji Łopatki (obecnie przystanek osobowy), później została przeniesiona i prowadziła z cegielni do wyrobiska gliny, zlikwidowana w latach 90. XX w.

## Tabor
Obecny:

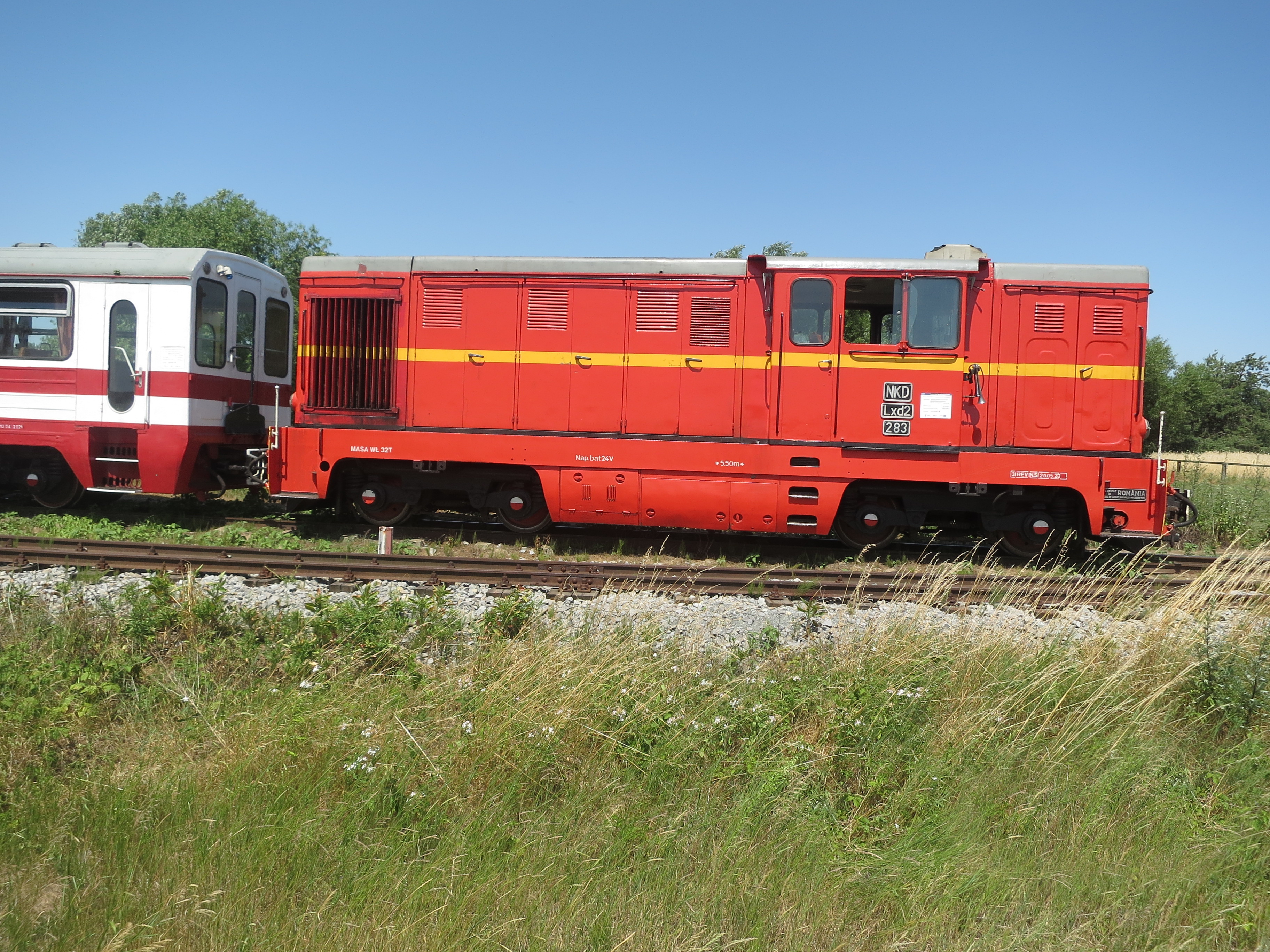
Lokomotywa NKD Lxd2-283

- lokomotywy spalinowe Lxd2-283 i 297 sprawne, Lxd2-348 odstawiona
- wagony pasażerskie A20D-P serii Bxhpi produkcji zakładów FAUR[6]
- odkryte wagony pasażerskie letnie serii BTxhi[6]
- nieczynna CWO Lyd2-02